# IrLAP
IrLAP ist das Protokoll der Sicherungsschicht der IrDa-Schnittstelle. IrLAP stützt sich dabei auf die Halb-Duplex-Protokolle HDLC und SDLC.
Eine der wichtigsten Eigenschaften ist das Konzept der primären und sekundären Stationen. Die primäre Station (genau eine) hat die Verantwortung für die Verbindung. Bei sog. Point-to-Point Verbindungen gibt es auch nur eine einzelne sekundäre Station, bei Point-to-Multipoint Verbindungen (die allerdings bisher nur theoretisch vorgesehen sind, aber in den aktuell eingesetzten IrLAP-Protokollversionen nicht verwendet werden) kann es hingegen mehrere sekundäre Station geben.
Alle Übertragungen gehen von oder zur primären Station, direkte Verbindungen zwischen sekundären Stationen sind nicht möglich. Prinzipiell darf jede Station die Rolle der primären übernehmen, sofern sie implementationsbedingt dazu in der Lage ist. Die primäre Station wird beim Verbindungsaufbau bestimmt und bleibt es bis zum Verbindungsabbau. Diese Tatsache bleibt allerdings hinter den IrLAP Dienstprimitiven verborgen, so dass sie bei deren Beschreibung keine Rolle spielt.
IrLAP benutzt die meisten der HDLC-Standardrahmenformate. Es gibt unnummerierte (unnumbered) U-Rahmen, Überwachungs (supervisory) S-Rahmen und Informations I-Rahmen. U-Rahmen werden für Funktionen wie Verbindungsauf und -abbau oder das Suchen nach anderen Geräten (discovery) benutzt. Mit I-Rahmen werden Informationen von einer Station zur anderen übertragen und S-Rahmen dienen zur Unterstützung der Informationsübertragung, also zum Beispiel um ein Datenpaket explizit zu bestätigen (I-Rahmen können andere I-Rahmen implizit ebenfalls bestätigen) oder für die Flusskontrolle.
IrLAP enthält außerdem Funktionen zum Verbindungsauf und -abbau mit Absprache der Qualität der Verbindung (Übertragungsrate, Timeoutzeiten etc.), zur Ermittlung der Adressen von Geräten in Reichweite und zur Auflösung von Adresskonflikten.